# Tim Olsson
Tim Peter Olsson, född 5 juni 2004, är en svensk fotbollsspelare som spelar för Umeå FC.

## Klubblagskarriär
Olssons moderklubb är Bälinge IF och han gick som ung till IK Sirius. I september 2021 skrev han på sitt första lärlingskontrakt med IK Sirius, tillsammans med lagkamraterna Adam Wikman och Emil Özkan. Knappt två månader senare debuterade Olsson för IK Sirius i Allsvenskan. Han stod då för ett kort inhopp i 0-3-förlusten mot IF Elfsborg den 24 oktober 2021. Efter debutmatchen jämförde Sirius-tränaren Daniel Bäckström honom med ex-landslagsmannen Mikael Lustig. I april 2022 lånades Olsson ut till Ettan Norra-klubben Täby FK på ett säsongslån.
I mars 2024 värvades Olsson av Umeå FC, där han skrev på ett tvåårskontrakt.

## Landslagskarriär
Tim Olsson debuterade för Sveriges P19-landslag i en 1-4-förlust mot Österrike den 7 oktober 2021.

## Statistik
| Klubb              | Säsong             | Liga               | Liga    | Liga | Nationell cup | Nationell cup | Övrigt  | Övrigt | Totalt  | Totalt |
| Klubb              | Säsong             | Division           | Matcher | Mål  | Matcher       | Mål           | Matcher | Mål    | Matcher | Mål    |
| ------------------ | ------------------ | ------------------ | ------- | ---- | ------------- | ------------- | ------- | ------ | ------- | ------ |
| IK Sirius          | 2021               | Allsvenskan        | 1       | 0    | 0             | 0             | —       | —      | 1       | 0      |
| IK Sirius          | 2023               | Allsvenskan        | 0       | 0    | 2             | 0             | —       | —      | 2       | 0      |
| IK Sirius          | Totalt             | Totalt             | 1       | 0    | 2             | 0             | —       | —      | 3       | 0      |
| Täby FK (lån)      | 2022               | Ettan Norra        | 21      | 0    | 0             | 0             | 2       | 0      | 23      | 0      |
| Umeå FC            | 2024               | Ettan Norra        | 28      | 0    | 0             | 0             | —       | —      | 28      | 0      |
| Totalt i karriären | Totalt i karriären | Totalt i karriären | 50      | 0    | 2             | 0             | 2       | 0      | 28      | 0      |

1. ↑  Nedflyttningskvalmatcher mot IFK Österåker.[9][10]